# Chiesa di Sant'Antonio da Padova a Mercatale
La chiesa di Sant'Antonio da Padova a Mercatale si trova a Vernio, in provincia di Prato

## Storia e descrizione
Costruita nel 1960-1963 (progetto di Alessandro Giuntoli), dopo la demolizione della precedente, di origine cinquecentesca, si caratterizza per l'imponente, stilizzato rilievo in facciata, col Salvatore. All'interno della chiesa si custodisce un venerato crocifisso ligneo del tardo Quattrocento, attribuito al Maestro di Monsanto.